# Sirisak Yodyardthai
 Sirisak Yodyardthai (tiếng Thái: ศักดิ์ ญ ติ ติ) là một huấn luyện viên người Thái Lan, người từng dẫn dắt đội bóng đá quốc gia Thái Lan. Tại cúp bóng đá châu Á 2019, ông trở thành huấn luyện viên tạm quyền sau khi LĐBĐ Thái Lan quyết định sa thải Milovan Rajevac vào các giải đấu: China Cup 2019 và King's Cup 2019. Ông từng làm trợ lý trong ban huấn luyện đội tuyển Thái Lan. Sau King's Cup 2019, ông đã từ chức.